# Двухвостки
Двухво́стки, или вилохвостки, или вилохвостые (лат. Diplura), — класс членистоногих из надкласса (или подтипа) шестиногих. Учёными описано 976 видов, включая 1 ископаемый вид (Zhang, 2013), 170 из которых обитают в Северной Америке, 12 в Великобритании и 30 в Австралии. По современным представлениям первые двухвостки возникли в позднем каменноугольном периоде.
Ранее рассматривался как отряд в классе скрыточелюстных.

## Этимология
Научное название отряда состоит из двух греческих слов diplo — двойной, и uros — хвост.

## Описание
Двухвостки — в основном маленькие членистоногие, в длину достигающие 2—5 мм, хотя встречаются виды, длина которых может достигать 50 мм (из рода Japyx) и 60 мм (вид Atlasjapyx atlas Chou & Huang, Gigasjapyginae). Брюшко состоит из 10 сегментов. У них отсутствуют глаза и пигментация тела, лишь у некоторых видов церки затемнены. Усики длинные с десятью или более чёткообразными члениками, направлены вперёд головы. Пара церок направлена прямо назад от головы и расположены они на последнем брюшном сегменте.
Церки могут быть длинными и иметь форму нити, либо короткими и клешнеобразными, с виду напоминающими церки уховёрток, в связи с чем их периодически путают. Некоторые двухвостки умеют отбрасывать свои церки при необходимости (автотомия); из всех живущих в почве членистоногих только двухвостки способны отращивать эти потерянные придатки, и происходит это во время линьки. В течение жизни двухвостки линяют до тринадцати раз; продолжительность жизни двухвосток около года.

## Экология
Двухвостки — обычные обитатели влажной почвы, растительного опада и перегноя, хотя их редко замечают из-за маленьких размеров и скрытного образа жизни. У них есть кусающие жвалы, с помощью которых они питаются разнообразной живой добычей и мёртвой органической материей. Представители семейства япигид в основном хищники, которые используют свои клешнеобразные церки для захвата добычи, например: ногохвосток, равноногих, маленьких многоножек, личинок насекомых и других двухвосток. Представители камподеид питаются почвенными грибами, клещами, ногохвостками и другими маленькими почвенными беспозвоночными, а также детритом. Виды, которые имеют длинные церки — травоядные.

## Размножение
Как и у других гексапод, за исключением насекомых, оплодотворение у двухвосток внешнее. Самцы откладывают более двухсот сперматофор в неделю, которые удерживаются над почвой на коротком стебельке, способных оставаться на месте до двух дней. Самка собирает сперматофоры своим генитальным отверстием, затем она откладывает яйца в полости в почве. Детёныши не претерпевают метаморфоз и имеют сходство со взрослыми особями, однако значительно меньше них, имеют меньшее количество щетинок, а также у них отсутствуют гениталии.

## Классификация
В мировой фауне насчитывается около 1000 видов в 141 родах и 10  семействах:
- Anajapygidae
- Campodeidae
- Dinjapygidae
- Evalljapygidae
- Heterojapygidae
- Japygidae
- Octostigmatidae
- Parajapygidae
- Procampodeidae
- Projapygidae